# Andreas Wilcke
Andreas Wilcke (* im 20. Jahrhundert in Kyritz) ist ein deutscher Dokumentarfilmer und Schauspieler. Er wurde mit seinem Dokumentarfilm Die Stadt als Beute über die Gentrifizierung Berlins bekannt.

## Leben
Andreas Wilcke wuchs in Brandenburg in der DDR auf und lebt seit Anfang der 1990er Jahre in Berlin. Er studierte an der privaten Ostkreuzschule für Fotografie und Gestaltung in Berlin-Weißensee und besuchte von 2003 bis 2006 die Schauspielschule Charlottenburg.

## Werk
Seit 2010 dreht und produziert er Dokumentarfilme. Sein Langzeitprojekt, der Dokumentarfilm Die Stadt als Beute, realisierte er als Autor, Regisseur, Kameramann und Produzent. Der Film hatte im Wettbewerb des Max-Ophüls-Preises 2016 Uraufführung und kam anschließend in deutsche Kinos. Wilcke beobachtete für sein Projekt von 2011 bis 2015 die „Folgen von Bauboom, explodierenden Mietpreisen und Gentrifizierung für die Stadt Berlin“. Alex Rühle besprach den Film in der Süddeutschen Zeitung, Andreas Platthaus in der FAZ. Er kritisierte, dass der „zum Teil exzessive Widerstand“ gegen die Gentrifizierung ganzer Viertel ausgeblendet bleibe.
In der Dokumentation Macht das alles einen Sinn? Und wenn ja: Warum dauert es so lange? porträtierte Wilcke die letzte Saison der Berliner Volksbühne in der Intendanz von Frank Castorf. Auslöser war der „Offene Brief der Volksbühnen-Gewerke 2016“, die ihre Arbeitsplätze vom Programm der kommenden Intendanz von Chris Dercon bedroht sahen. Wilcke filmte ohne Erzählerstimme aus der Backstage-Perspektive.
Für seinen abendfüllenden Dokumentarfilm Volksvertreter begleitete Wilcke über einen Zeitraum von drei Jahren vier männliche Politiker der AfD in ihrem politischen Alltag. Der Film hatte auf dem DOK.fest München 2022 Premiere. Im Filmdienst heißt es: „Ohne jeden Off-Kommentar gelingen kluge Tableaus zu Themen wie der medialen Selbstdarstellung der Abgeordneten, ihrem verqueren Geschichtsbild oder dem Populismus im Gespräch mit Wählern.“ Es sei „ein leiser Film, der das weltvergessene Biedermeier der Rechtspopulisten ans Licht bringt“, schrieb Der Spiegel. Die Rezension in Zeit Online hob hervor: „Es gibt keine Off-Erzählerstimme, die uns sagt, wie gefährlich oder rechtsradikal wir das Treiben der vier AfD-Mannen finden sollen, keine dräuende Musik.“ Rassistische und frauenverachtende Sprüche würden den Abgeordneten ganz unspektakulär „aus dem Mund fallen“. Wilckes Kamera zeichne all das geduldig auf und beweise damit einmal mehr, „dass die besten Dokumentarfilme diejenigen sind, die auf ein mündiges Publikum vertrauen“.

## Filmografie (Auswahl)
- 2008: Warum Du Schöne Augen hast (Darsteller, Nebenrolle)
- 2012: Schutzengel (Darsteller, Nebenrolle)
- 2016: Die Stadt als Beute (Dokumentarfilm – Buch, Regie, Kamera, Produktion)
- 2018: Macht das alles einen Sinn? - Und wenn ja - warum dauert es so lange? (Dokumentarfilm – Buch, Regie, Kamera, Produktion)
- 2021: Volksvertreter (Dokumentarfilm – Buch, Regie, Kamera, Produktion)